# Campionato mondiale maschile di pallavolo 1952
Il campionato mondiale di pallavolo maschile 1952 si è svolto dal 17 al 29 agosto 1952 a Mosca, in Unione Sovietica: al torneo hanno partecipato undici squadre nazionali e la vittoria finale è andata per la seconda volta consecutiva all'URSS.

## Prima Fase
Le prime due squadre di ciascun gruppo vengono inserite in un girone finale da 6 squadre per determinare le posizioni dalla prima alla sesta. Le altre classificate vengono inserite in un girone finale a 5 squadre per stabilire le posizioni dalla settima all'undicesima.

### Gruppo A
| Polonia  | 3 - 0 | Finlandia |
| Ungheria | 3 - 1 | Bulgaria  |
| Bulgaria | 3 - 0 | Finlandia |
| Ungheria | 3 - 2 | Polonia   |
| Ungheria | 3 - 0 | Finlandia |
| Bulgaria | 3 - 0 | Polonia   |

| Pos | Squadra   | P | Set V | Set P |
| --- | --------- | - | ----- | ----- |
| 1   | Ungheria  | 6 | 9     | 3     |
| 2   | Bulgaria  | 4 | 7     | 3     |
| 3   | Polonia   | 2 | 5     | 6     |
| 4   | Finlandia | 0 | 0     | 9     |

### Gruppo B
| Romania | 3 - 0 | Libano  |
| [[File: Flag of the Soviet Union (1936 – 1955).svg\|class=noviewer\| Unione Sovietica (bandiera)\|border\|20x16px]] [[Nazionale maschile di pallavolo dell' Unione Sovietica\| Unione Sovietica]] | 3 - 0 | Israele |
| Israele | 3 - 0 | Libano  |
| [[File: Flag of the Soviet Union (1936 – 1955).svg\|class=noviewer\| Unione Sovietica (bandiera)\|border\|20x16px]] [[Nazionale maschile di pallavolo dell' Unione Sovietica\| Unione Sovietica]] | 3 - 0 | Romania |
| Romania | 3 - 0 | Israele |
| [[File: Flag of the Soviet Union (1936 – 1955).svg\|class=noviewer\| Unione Sovietica (bandiera)\|border\|20x16px]] [[Nazionale maschile di pallavolo dell' Unione Sovietica\| Unione Sovietica]] | 3 - 0 | Libano  |

| Pos | Squadra | P | Set V | Set P |
| --- | --- | - | ----- | ----- |
| 1   | [[File: Flag of the Soviet Union (1936 – 1955).svg\|class=noviewer\| Unione Sovietica (bandiera)\|border\|20x16px]] [[Nazionale maschile di pallavolo dell' Unione Sovietica\| Unione Sovietica]] | 6 | 9     | 0     |
| 2   | Romania | 4 | 6     | 3     |
| 3   | Israele | 2 | 3     | 6     |
| 4   | Libano | 0 | 0     | 9     |

### Gruppo C
| Cecoslovacchia | 3 - 0 | Francia |
| Francia        | 3 - 0 | India   |
| Cecoslovacchia | 3 - 0 | India   |

| Pos | Squadra        | P | Set V | Set P |
| --- | -------------- | - | ----- | ----- |
| 1   | Cecoslovacchia | 4 | 6     | 0     |
| 2   | Francia        | 2 | 3     | 3     |
| 3   | India          | 0 | 0     | 6     |

## Seconda Fase

### 7º-11º posto
| Polonia | 3 - 0 | India     |
| Polonia | 3 - 0 | Libano    |
| Polonia | 3 - ? | Israele   |
| Polonia | 3 - 0 | Finlandia |
| India   | 3 - 0 | Libano    |
| India   | 3 - ? | Israele   |
| India   | 3 - 0 | Finlandia |
| Libano  | 3 - 2 | Israele   |
| Libano  | 3 - ? | Finlandia |
| Israele | 3 - ? | Finlandia |

| Pos | Squadra   | P | Set V | Set P |
| --- | --------- | - | ----- | ----- |
| 1   | Polonia   | 8 |       |       |
| 2   | India     | 6 |       |       |
| 3   | Libano    | 4 |       |       |
| 4   | Israele   | 2 |       |       |
| 5   | Finlandia | 0 |       |       |

### 1º-6º posto
| Cecoslovacchia | 3 - 0 | Francia        |
| [[File: Flag of the Soviet Union (1936 – 1955).svg\|class=noviewer\| Unione Sovietica (bandiera)\|border\|20x16px]] [[Nazionale maschile di pallavolo dell' Unione Sovietica\| Unione Sovietica]] | 3 - 0 | Romania        |
| Bulgaria | 3 - 1 | Ungheria       |
| [[File: Flag of the Soviet Union (1936 – 1955).svg\|class=noviewer\| Unione Sovietica (bandiera)\|border\|20x16px]] [[Nazionale maschile di pallavolo dell' Unione Sovietica\| Unione Sovietica]] | 3 - 0 | Ungheria       |
| Cecoslovacchia | 3 - 2 | Ungheria       |
| Bulgaria | 3 - 1 | Romania        |
| Bulgaria | 3 - 1 | Francia        |
| Cecoslovacchia | 3 - 1 | Romania        |
| Ungheria | 3 - 0 | Francia        |
| [[File: Flag of the Soviet Union (1936 – 1955).svg\|class=noviewer\| Unione Sovietica (bandiera)\|border\|20x16px]] [[Nazionale maschile di pallavolo dell' Unione Sovietica\| Unione Sovietica]] | 3 - 0 | Francia        |
| Romania | 3 - 2 | Ungheria       |
| [[File: Flag of the Soviet Union (1936 – 1955).svg\|class=noviewer\| Unione Sovietica (bandiera)\|border\|20x16px]] [[Nazionale maschile di pallavolo dell' Unione Sovietica\| Unione Sovietica]] | 3 - 0 | Cecoslovacchia |
| Romania | 3 - 2 | Francia        |
| Cecoslovacchia | 3 - 2 | Bulgaria       |
| [[File: Flag of the Soviet Union (1936 – 1955).svg\|class=noviewer\| Unione Sovietica (bandiera)\|border\|20x16px]] [[Nazionale maschile di pallavolo dell' Unione Sovietica\| Unione Sovietica]] | 3 - 0 | Bulgaria       |

| Pos | Squadra | P  | Set V | Set P |
| --- | --- | -- | ----- | ----- |
| 1   | [[File: Flag of the Soviet Union (1936 – 1955).svg\|class=noviewer\| Unione Sovietica (bandiera)\|border\|20x16px]] [[Nazionale maschile di pallavolo dell' Unione Sovietica\| Unione Sovietica]] | 10 | 15    | 0     |
| 2   | Cecoslovacchia | 8  | 12    | 8     |
| 3   | Bulgaria | 6  | 11    | 9     |
| 4   | Romania | 4  | 8     | 13    |
| 5   | Ungheria | 2  | 8     | 12    |
| 6   | Francia | 0  | 3     | 15    |

## Classifica finale
| Posiz | Nazione        |
| ----- | -------------- |
|       | URSS           |
|       | Cecoslovacchia |
|       | Bulgaria       |
| 4     | Romania        |
| 5     | Ungheria       |
| 6     | Francia        |
| 7     | Polonia        |
| 8     | India          |
| 9     | Libano         |
| 10    | Israele        |
| 11    | Finlandia      |